# Dleskovec-Plateau
Das Dleskovec-Plateau (slowenisch: Dleskovška planota), benannt nach dem Dleskovec-Berg (1.965 Meter), selten auch Vestibül (Veža) genannt, ist ein verkarstetes Bergplateau auf dem Gebiet der Siedlung Podveža, Gemeinde Luče, im östlichen Teil der Steiner Alpen im Norden Sloweniens. Die Hochebene liegt auf einer Höhe von etwa 1.500 bis über 2.000 m.

## Lage
Die Hochebene liegt zwischen dem Roban-Tal, dem oberen Savinja-Tal und dem Lučka-Bela-Tal, südöstlich des Berges Ojstrica und nordöstlich der Velika planina. Das Plateau erstreckt sich von Südosten nach Nordwesten über eine Fläche von etwa 25 Quadratkilometern und ist teilweise von Wald und Latschenkiefern bewachsen. Der höchste Punkt des Plateaus – in seinem zentralen Teil – ist der Veliki vrh (2.110 m).

## Landschaft und Klima
Das aus Trias-Karbonatgesteinen bestehende Relief ist von Rillen, Grykes, Dolinen und Schächten durchzogen, von denen der tiefste über 1.000 m (3.300 ft) tief ist. Es wurde durch Gletscher im Pleistozän und durch Schnee erheblich verändert. Auf dem Plateau gibt es fast keine Bäche. Das Klima ist alpin, mit einer durchschnittlichen Jahrestemperatur von etwa 0 °C, einer durchschnittlichen Wintertemperatur von etwa −7 °C und einer durchschnittlichen Sommertemperatur von etwa 7,5 °C. Das Plateau ist größtenteils von Laubwäldern bewachsen, wobei Buche (Fagus sylvatica), Lärche (Larix decidua) und Fichte (Picea abies) vorherrschen. Im äußersten Nordwesten des Plateaus liegt ein Waldreservat mit einer Fläche von 342 ha.

## Besiedlung
Auf dem Plateau gibt den Bauernhof Planinšek oder Planica und mehrere Almen. Im Südteil liegen die Podvežak-Alm (1.500 m) mit einer Hütte, die Ravne-Alm und die Vodole-Alm. Auf der Nordseite befindet sich die Molič-Alm (1.754 m) mit der Kocbek-Schutzhütte und der darüber liegenden Cyril und Methodius-Kapelle (1780 m).
Östlich des Veliki Vrh befindet sich seit 2015 das Jamarski-Biwak als Unterkunft für Alpinisten und Höhlenforscher.